# Krępa (gromada w powiecie przasnyskim)
Krępa (do 30 XII 1959 Bartniki) – dawna gromada, czyli najmniejsza jednostka podziału terytorialnego Polskiej Rzeczypospolitej Ludowej w latach 1954–1972.
Gromady, z gromadzkimi radami narodowymi (GRN) jako organami władzy najniższego stopnia na wsi, funkcjonowały od reformy reorganizującej administrację wiejską przeprowadzonej jesienią 1954 do momentu ich zniesienia z dniem 1 stycznia 1973, tym samym wypierając organizację gminną w latach 1954–1972.
Gromadę Krępa siedzibą GRN w Krępie (obecnie są to dwie wsie: Stara Krępa i Nowa Krępa) utworzono 31 grudnia 1959 w powiecie przasnyskim w woj. warszawskim w związku z przeniesieniem siedziby GRN gromady Bartniki z Bartnik do Krępy i zmianą nazwy jednostki na gromada Krępa; równocześnie do nowo utworzonej gromady Krępa włączono obszar zniesionej gromady Lipa.
Gromada przetrwała do końca 1972 roku, czyli do kolejnej reformy gminnej.